# Hartberg
Hartberg est une ancienne commune autrichienne du district de Hartberg en Styrie.